# You And Me
You And Me – singel amerykańskiego rockowego zespołu Lifehouse, pierwszy singel z płyty Lifehouse, wydany w 2005 roku, nagrany rok wcześniej. Singel okazał się wielkim hitem komercyjnym, niemal takim jak "Hanging by a Moment". Przebój utrzymał się na liście Billboard Hot 100 przez 62 tygodnie. Ponad trzy lata po swoim debiucie nadal znajduje się na liście Adult Contemporary Recurrents, gdzie przez 66 tygodni utrzymywał się w pierwszej dziesiątce. Dotarł do miejsca 5 na Billboard Hot 100 i sprzedał się w nakładzie 809 tys. kopii w 2005 roku.
Piosenka jest często wykorzystywana w amerykańskich serialach:
- "Chirurdzy" – sezon 2
- "Boston Public" – sezon 2
- "4400" – sezon 2, odcinek 7, ostatnia scena
- "Tajemnice Smallville" – ???
- "Everwood" – sezon 4, odcinek 9, gdy Amy i Ephram się całują.

Piosenka została ponownie nagrana przez angielskiego artystę Lee Mead'a na jego debiutanckim albumie "Lee Mead" w 2007 roku.